# Combats littéraires

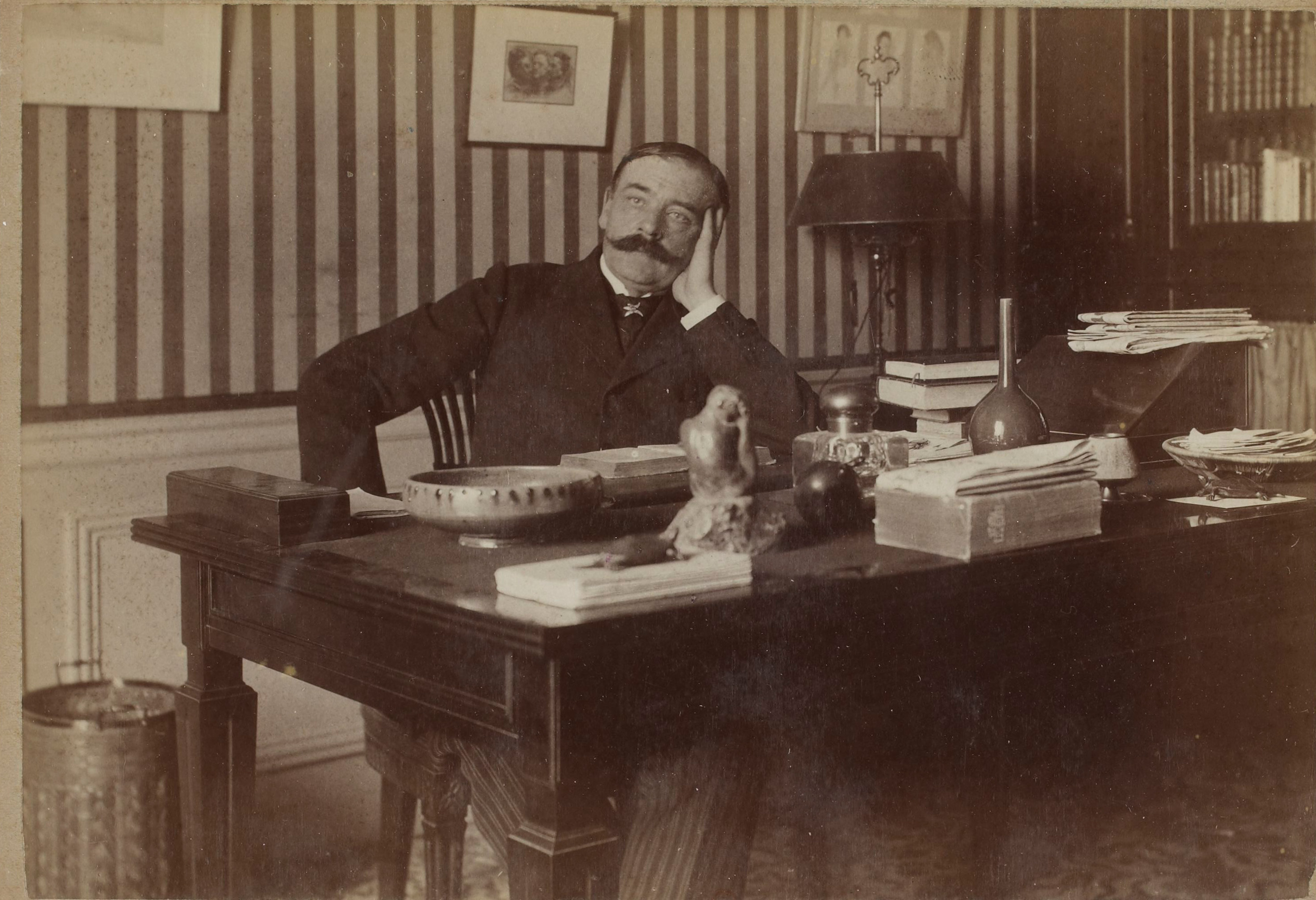
Octave Mirbeau (1848-1917).

Combats littéraires est le titre sous lequel ont été recueillis, en 2006, les 187 articles et préfaces qu’Octave Mirbeau a consacrés, de 1876 à 1916, à la littérature, au journalisme et à l’édition au cours de sa longue carrière de journaliste influent, bien que, dans aucun des nombreux quotidiens auxquels il a collaboré, il n’ait jamais été chargé officiellement de la chronique littéraire. Une soixantaine de ces articles ont été publiés en 1925-1926 sous le titre Les Écrivains et sont accessibles sur Wikisource.

## Une critique éclectique
Même si certains articles de l’auteur de Les affaires sont les affaires sont élogieux pour Émile Zola, qu’il ne ménage pas par ailleurs, et surtout pour Edmond de Goncourt, ils témoignent d’une esthétique radicalement hostile au naturalisme, que Mirbeau considère comme la plus grave erreur du siècle en matière d’art.
Plus encore que dans ses Combats esthétiques, il fait preuve d’éclectisme et apprécie des auteurs les plus différents, tels que Léon Bloy et Maurice Maeterlinck, Léon Tolstoï et Oscar Wilde, Jules Barbey d'Aurevilly et Anna de Noailles, Remy de Gourmont et Marguerite Audoux, Georges Rodenbach et Jean Lombard, Léon Daudet et Charles-Louis Philippe, Jules Laforgue et Léon Werth. Ils ont tous, à ses yeux, le mérite de nous révéler les êtres et les choses sous un jour nouveau et d’avoir un style qui leur soit totalement personnel.
Mais il est conscient que, dans des sociétés bourgeoises conformistes et dans une économie capitaliste qui n'a d'autre but que le profit, l'édition et le journalisme sont en train de se laisser contaminer et de devenir des instruments d'abêtissement des masses. La bonne littérature est incompatible avec le mercantilisme et le réclamisme dominants, mais son impact ne peut être que limité. Mirbeau est donc sans illusions sur la capacité des écrivains à changer le monde.

## Un terrain de luttes
Pour Octave Mirbeau, la littérature constitue un terrain de luttes, indissociables de ses combats sociaux, et, tout en refusant la fonction honnie de critique littéraire, il a joué dans le domaine des Lettres le même rôle d’intercesseur, de promoteur et de découvreur que dans celui des beaux-arts.

## Citations
- "En art, l’exactitude est la déformation et la vérité est le mensonge. Il n’y a rien là d’absolument vrai, ou plutôt il existe autant de vérités humaines que d’individus." (3 novembre 1884)

- "Il ne s’agit plus de créer une belle œuvre, il faut savoir s’organiser une belle réclame." (11 mai 1889)

- "Le public veut de l’amour et ne veut que de l’amour. Les littérateurs sont bien forcés d’en vendre. Ils en vendent en boîte, en sac, en flacon, en bouteille […]. Si la littérature est restée en arrière des sciences, dans la marche ascensionnelle vers la conquête de l’idée, c’est que, plus avide de succès immédiats et d’argent, elle a davantage incarné les routines, les vices, l’ignorance du public, qui veut qu’on le berce et qu’on le berne avec des histoires de l’autre monde." (25 juillet 1890)

- "Il n’est pas besoin, je crois, de tout comprendre en art. Il y a des obscurités harmonieuses et sonores qui vous enveloppent d’un mystère qu’on a tort souvent de vouloir percer. Puisque nous ne comprenons pas la vie, pourquoi vouloir tout comprendre de ce qui en est la paraphrase ?" (janvier 1893)

- "Aujourd’hui l’action doit se réfugier dans le livre. C’est dans le livre seul que, dégagée des contingences malsaines et multiples qui l’annihilent et l’étouffent, elle peut trouver le terrain propre à la germination des idées qu’elle sème. […] Les idées demeurent et pullulent : semées, elles germent ; germées, elles fleurissent. Et l’humanité vient les cueillir, ces fleurs, pour en faire les gerbes de joie de son futur affranchissement." (11 mars 1895)
- "... plus je vais dans la vie, et plus je m'aperçois que c'est la vie qui exagère, et non ceux qui sont chargés de l'exprimer." (16 mars 1902)
- "La poésie n'a point mes préférences. Je suis même d'avis que, le plus souvent, on écrit en vers que parce qu'on ne sait pas écrire en prose, ou parce qu'on n'a rien à dire." (24 mai 1907)